# Oberlangenegg
Oberlangenegg é uma comuna da Suíça, no Cantão Berna, com cerca de 510 habitantes. Estende-se por uma área de 9,12 km², de densidade populacional de 56 hab/km². Confina com as seguintes comunas: Eriz, Horrenbach-Buchen, Röthenbach im Emmental, Teuffenthal, Unterlangenegg, Wachseldorn.
A língua oficial nesta comuna é o Alemão.